# 代尔拜莱赫省
| \| \| 加沙地带 巴勒斯坦领土 \| - 论 - 编 \|         |                       |       |
| 北加沙省 加沙省 加沙 代尔拜莱赫省 汗尤尼斯省 拉法省 |                       |       |
| Flag of Palestine                                   | 加沙地带 巴勒斯坦领土 | 论 编 |

代尔拜莱赫省（阿拉伯语：‎）是巴勒斯坦国加沙五省之一，位于加沙地带中部，是加沙五省中面积最小的省。面积58平方公里，人口147,877。首府代尔拜莱赫，人口42,870。